# Tsuyoshi Kunieda
Tsuyoshi Kunieda, född 18 september 1944 i Hiroshima prefektur, Japan, är en japansk tidigare fotbollsspelare.